# Alfabet kazachski

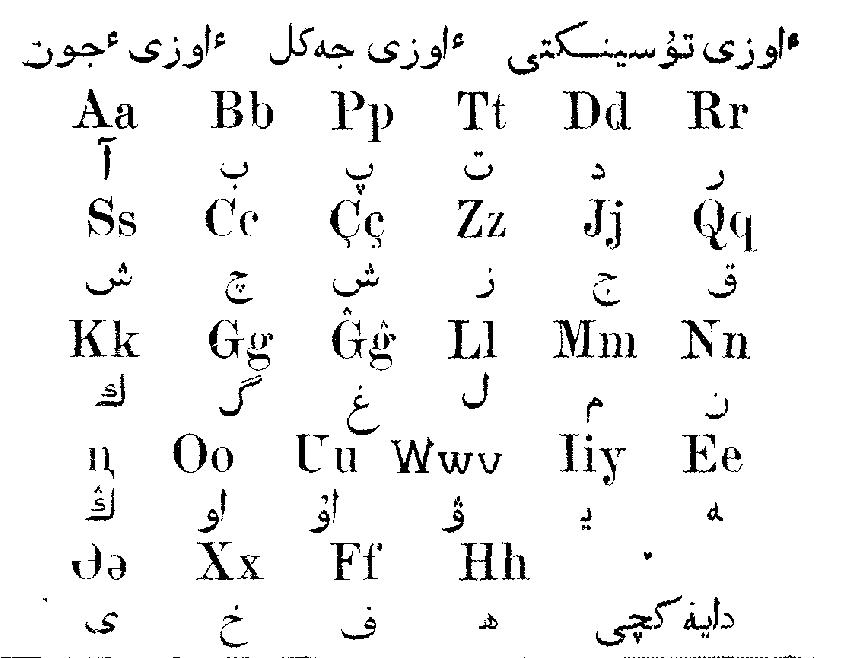
Kazachski alfabet arabski i łaciński w 1924 r.

Do zapisu języka kazachskiego używane są następujące alfabety:
- alfabet cyrylicki – wprowadzony do użytku w 1940 r. w Kazachstanie. Alfabet oparty na cyrylicy używany jest przez ludność kazachską w Kirgistanie, Rosji, Turkmenistanie i Uzbekistanie, a także w Mongolii i innych krajach dawnego ZSRR.

- alfabet łaciński – dekretem Prezydenta nr 569 z dnia 26 października 2017 r. wprowadzono nakaz zastąpienia cyrylicy alfabetem łacińskim do 2025 r.[1][2] W latach 1929–1940 na obszarze ZSRR i Mongolskiej Republiki Ludowej obowiązywał zapis alfabetem janalif.

- alfabet arabski – wykorzystywany w Chińskiej Republice Ludowej. Używany również przez kazachską diasporę w Afganistanie, Iranie i Pakistanie.

## Alfabety używane obecnie

### Cyrylicki
Alfabet oparty na cyrylicy, składający się z 42 liter, stosowany do zapisu języka w Kazachstanie i Mongolii. Jego twórcą jest Sarsen Amanżołow. Alfabet został oficjalnie wprowadzony do użytku w 1940 r. W 1951 r. literę Ӯ zastąpiono literą Ұ, а w 1957 r. wprowadzono literę Ё. Do 1957 r. litery charakterystyczne dla języka kazachskiego zapisywano na końcu alfabetu.
| А а | Ә ә | Б б | В в | Г г | Ғ ғ | Д д | Е е | Ё ё |
| Ж ж | З з | И и | Й й | К к | Қ қ | Л л | М м | Н н |
| Ң ң | О о | Ө ө | П п | Р р | С с | Т т | У у | Ұ ұ |
| Ү ү | Ф ф | Х х | Һ һ | Ц ц | Ч ч | Ш ш | Щ щ | Ъ ъ |
| Ы ы | І і | Ь ь | Э э | Ю ю | Я я |     |     |     |

#### Kodowanie
Umieszczanie alfabetu kazachskiego na klawiaturze przed rozpowszechnieniem systemów operacyjnych i edytorów tekstu z obsługą Unikodu był często niewygodny z powodu problemów z 8-bitowym kodowaniem alfabetu kazachskiego oraz brakiem standardowych czcionek. W związku z tym zaproponowano ponad 20 wariantów 8-bitowych kodowań alfabetu kazachskiego opartego na cyrylicy.
Przyjęto następujące standardy kodowań 8-bitowych: ST RK 920-91 dla DOS (odmiana jednobajtowej strony kodowej CP866) oraz ST RK 1048–2002 dla Microsoft Windows (odmiana jednobajtowej strony kodowej Windows-1251).
Standardy te nie otrzymały jednak wsparcia na poziomie systemu operacyjnego i wymagały instalacji sterowników innych firm. Dziś powszechnie stosowany jest standard UTF-8.
Układ klawiatury komputerowej przystosowanej do zapisu języka kazachskiego:

### Łaciński

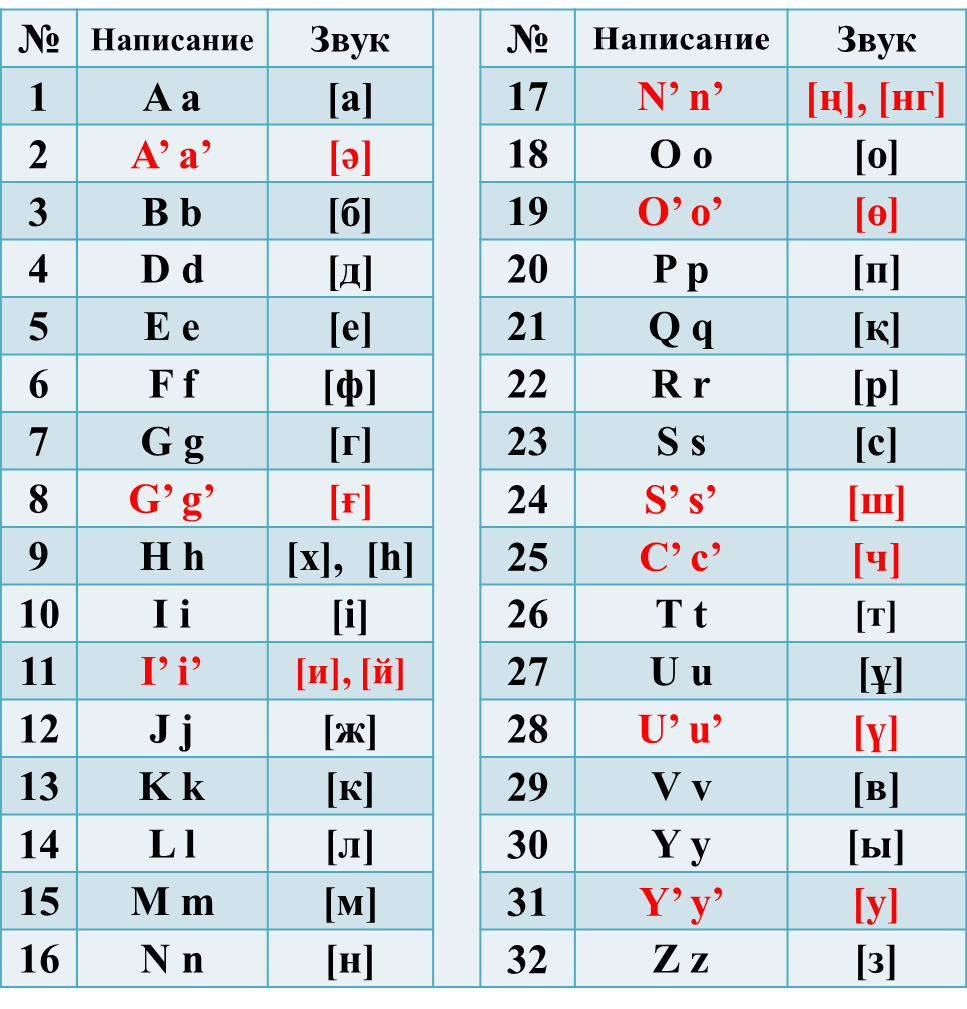
Pierwotnie proponowany alfabet łaciński dla języka kazachskiego, wdrożony dekretem prezydenckim nr 569 (26 października 2017 r.) później zmieniony dekretem prezydenckim nr 637 z dnia 19 lutego 2018 r., zastępując apostrof znakami diakrytycznymi i dwuznakami

Alfabet oparty na łacińskim wprowadzono 26 października 2017 r. dekretem prezydenta Kazachstanu. 9 października 2017 r. przedstawiono projekt przejścia z zapisu cyrylicą na zapis łacinką. 19 lutego 2018 r. we wspomnianym dekrecie wprowadzono zmiany w części dotyczącej alfabetu. Zaplanowano przeprowadzenie procesu zmiany zapisu na lata 2017–2025.
| A a | Á á | B b | D d   | E e   | F f | G g | Ǵ ǵ | H h |
| İ i | I ı | J j | K k   | L l   | M m | N n | Ń ń | O o |
| Ó ó | P p | Q q | R r   | S s   | T t | U u | Ú ú | V v |
| Y y | Ý ý | Z z | Sh sh | Ch ch |     |     |     |     |

W styczniu 2021 przedstawiono projekt prezydenckiego dekretu prezentującego kolejną propozycję alfabetu łacińskiego dla języka kazachskiego. W kwietniu tego samego roku projekt zaktualizowano zmieniając sposób transkrypcji litery ң z ŋ na ñ. Według planów przejście na zapis łaciński miało rozpocząć się w 2023 roku.
| A a (А а) | Ä ä (Ә ә) | B b (Б б) | D d (Д д) | E e (Е е)   | F f (Ф ф)   | G g (Г г)   | Ğ ğ (Ғ ғ) | H h (Х х/Һ һ) |
| I ı (І і) | İ i (И и) | J j (Ж ж) | K k (К к) | L l (Л л)   | M m (М м)   | N n (Н н)   | Ñ ñ (Ң ң) | O o (О о)     |
| Ö ö (Ө ө) | P p (П п) | Q q (Қ қ) | R r (Р р) | S s (С с)   | Ş ş (Ш ш)   | T t (Т т)   | U u (У у) | Ū ū (Ұ ұ)     |
| Ü ü (Ү ү) | V v (В в) | Y y (Ы ы) | Z z (З з) | İo io (Ё ё) | İu iu (Ю ю) | İa ia (Я я) |           |               |

Projekt dekretu nie wskazuje sposobu transliteracji ц, ч, щ i э.

### Arabski
Zapis alfabetem arabskim obowiązuje w prefekturach Altay i Ili w Regionie Autonomicznym Sinciang-Ujgur w Chinach. Zmodyfikowany alfabet arabski używany jest także w Iranie i Afganistanie.
Alfabet kazachski oparty na arabskim zawiera 29 liter i jeden znak diakrytyczny: hamzę. Pismo zapisywane jest od prawej strony do lewej.
| Litery arabskie alfabetu kazachskiego | Litery arabskie alfabetu kazachskiego   | Litery arabskie alfabetu kazachskiego   | Litery arabskie alfabetu kazachskiego   | Litery arabskie alfabetu kazachskiego   | Litery arabskie alfabetu kazachskiego | Litery arabskie alfabetu kazachskiego |
| Postać podstawowa                     | Postać w zależności od miejsca w słowie | Postać w zależności od miejsca w słowie | Postać w zależności od miejsca w słowie | Postać w zależności od miejsca w słowie | Nazwa kazachska                       | Odpowiednik w cyrylicy                |
| Postać podstawowa                     | izolowana                               | końcowa                                 | środkowa                                | początkowa                              | Nazwa kazachska                       | Odpowiednik w cyrylicy                |
| ------------------------------------- | --------------------------------------- | --------------------------------------- | --------------------------------------- | --------------------------------------- | ------------------------------------- | ------------------------------------- |
| 0627 ا                                | FE8D ﺍ                                  | FE8E ﺎ                                  | –                                       | –                                       | әліп                                  | а, ә                                  |
| 0628 ب                                | FE8F ﺏ                                  | FE90 ﺐ                                  | FE92 ﺒ                                  | FE91 ﺑ                                  | ба                                    | б                                     |
| 067E پ                                | FB56 ﭖ                                  | FB57 ﭗ                                  | FB59 ﭙ                                  | FB58 ﭘ                                  | пе (ба үш ноқат)                      | п                                     |
| 062A ت                                | FE95 ﺕ                                  | FE96 ﺖ                                  | FE98 ﺘ                                  | FE97 ﺗ                                  | та                                    | т                                     |
| 062C ج                                | FE9D ﺝ                                  | FE9E ﺞ                                  | FEA0 ﺠ                                  | FE9F ﺟ                                  | жійм                                  | ж                                     |
| 062D ح                                | FEA1 ﺡ                                  | FEA2 ﺢ                                  | FEA4 ﺤ                                  | FEA3 ﺣ                                  | ха                                    | х                                     |
| 062F د                                | FEA9 ﺩ                                  | FEAA ﺪ                                  | –                                       | –                                       | дәл                                   | д                                     |
| 0631 ر                                | FEAD ﺭ                                  | FEAE ﺮ                                  | –                                       | –                                       | ре                                    | р                                     |
| 0632 ز                                | FEAF ﺯ                                  | FEB0 ﺰ                                  | –                                       | –                                       | зайн                                  | з                                     |
| 0633 س                                | FEB1 ﺱ                                  | FEB2 ﺲ                                  | FEB4 ﺴ                                  | FEB3 ﺳ                                  | сыйн                                  | с                                     |
| 0634 ش                                | FEB5 ﺵ                                  | FEB6 ﺶ                                  | FEB8 ﺸ                                  | FEB7 ﺷ                                  | шыйн (сыйн үш ноқат)                  | ш                                     |
| 0639 ع                                | FEC9 ﻉ                                  | FECA ﻊ                                  | FECC ﻌ                                  | FECB ﻋ                                  | айн                                   | ғ                                     |
| 0641 ف                                | FED1 ﻑ                                  | FED2 ﻒ                                  | FED4 ﻔ                                  | FED3 ﻓ                                  | фа                                    | ф                                     |
| 0642 ق                                | FED5 ﻕ                                  | FED6 ﻖ                                  | FED8 ﻘ                                  | FED7 ﻗ                                  | қаф                                   | қ                                     |
| 0643 ك                                | FED9 ﻙ                                  | FEDA ﻚ                                  | FEDC ﻜ                                  | FEDB ﻛ                                  | кәф                                   | к                                     |
| 06AF گ                                | FB92 ﮒ                                  | FB93 ﮓ                                  | FB95 ﮕ                                  | FB94 ﮔ                                  | гәф                                   | г                                     |
| 0644 ل                                | FEDD ﻝ                                  | FEDE ﻞ                                  | FEE0 ﻠ                                  | FEDF ﻟ                                  | ләм                                   | л                                     |
| 0645 م                                | FEE1 ﻡ                                  | FEE2 ﻢ                                  | FEE4 ﻤ                                  | FEE3 ﻣ                                  | мійм                                  | м                                     |
| 0646 ن                                | FEE5 ﻥ                                  | FEE6 ﻦ                                  | FEE8 ﻨ                                  | FEE7 ﻧ                                  | нұн                                   | н                                     |
| 06AD ڭ                                | FBD3 ﯓ                                  | FBD4 ﯔ                                  | FBD6 ﯖ                                  | –                                       | неп (кәф үш ноқат)                    | ң                                     |
| 06D5 ە                                | FEE9 ﻩ                                  | FEEA ﻪ                                  | –                                       | –                                       | һә                                    | е                                     |
| 0648 و                                | FEED ﻭ                                  | FEEE ﻮ                                  | –                                       | –                                       | уау                                   | о, ө                                  |
| 06C7 ۇ                                | FBD7 ﯗ                                  | FBD8 ﯘ                                  | –                                       | –                                       | уау дамма                             | ұ, ү                                  |
| 06CB ۋ                                | FBDE ﯞ                                  | FBDF ﯟ                                  | –                                       | –                                       | уау үш ноқат                          | у (ў)                                 |
| 06C6 ۆ                                | FBD9 ﯙ                                  | FBDA ﯚ                                  | –                                       | –                                       | уау құсбелгі                          | в                                     |
| 0649 ى                                | FEEF ﻯ                                  | FEF0 ﻰ                                  | FBE9 ﯩ                                  | FBE8 ﯨ                                  | я                                     | ы, і                                  |
| 064A ي                                | FEF1 ﻱ                                  | FEF2 ﻲ                                  | FEF4 ﻴ                                  | FEF3 ﻳ                                  | я екі ноқат                           | й                                     |
| –                                     | FEFB ﻻ                                  | FEFC ﻼ                                  | –                                       | –                                       | ләм-әліп                              | ла, лә                                |
| 0674 ٴ                                | –                                       | –                                       | –                                       | –                                       | һәмзе (дәйекше)                       | –                                     |

## Przykład tekstu
Artykuł 1 Powszechnej deklaracji praw człowieka:
| Zapis alfabetem cyrylickim | Zapis alfabetem arabskim | Zapis alfabetem łacińskim (wersja z 2017 roku) | Zapis alfabetem łacińskim (wersja z 2021 roku) | Wersja polska |
| Барлық адамдар тумысынан азат және қадір-қасиеті мен құқықтары тең болып дүниеге келеді. Адамдарға ақыл-парасат, ар-ождан берілген, сондықтан олар бір-бірімен туыстық, бауырмалдық қарым-қатынас жасаулары тиіс. | بارلىق ادامدار تۋمىسىنان ازات جانە قادىر-قاسيەتى مەن كۇقىقتارى تەڭ بولىپ دۇنيەگە كەلەدى. ادامدارعا اقىل-پاراسات، ار-وجدان بەرىلگەن، سوندىقتان ولار ٴبىر-بىرىمەن تۋىستىق، باۋىرمالدىق قارىم-قاتىناس جاساۋلارى ٴتيىس. | Barlyq adamdar ty’mysynan azat ja’ne qadir-qasi’eti men quqyqtary ten’ bolyp du’ni’ege keledi. Adamdarg’a aqyl-parasat, ar-ojdan berilgen, sondyqtan olar bir-birimen ty’ystyq, bay’yrmaldyq qarym-qatynas jasay’lary ti‘is. | Barlyq adamdar tumysynan azat jäne qadır-qasietı men qūqyqtary teñ bolyp düniege keledı. Adamdarğa aqyl-parasat, ar-ojdan berılgen, sondyqtan olar bır-bırımen tuystyq, bauyrmaldyq qarym-qatynas jasaulary tiıs. | Wszyscy ludzie rodzą się wolni i równi pod względem swej godności i swych praw. Są oni obdarzeni rozumem i sumieniem i powinni postępować wobec innych w duchu braterstwa. |